# スコット・リッチモンド
スコット・ダニエル・リッチモンド（Scott Daniel Richmond , 1979年8月30日 - ）は、カナダ連邦ブリティッシュコロンビア州ノースバンクーバー出身のプロ野球選手（投手）。右投右打。
台湾球界での登録名は力猛。

## 経歴

### プロ入り前
カナダ連邦ブリティッシュコロンビア州ノースバンクーバーでニュージーランド移民2世として生まれたリッチモンドは、投手の経験がある継父から投球術を教わった。高校時代は学校に野球チームが無かったため、地域のアマチュアリーグに参加して野球をプレーしていた。高校卒業後はバンクーバーの造船所で3年間働いた後、野球選手を目指すことを決意。ミズーリ・バレー・カレッジで1年間、ボージュアー・パリッシュ・コミュニティー・カレッジで1年間プレーしたのち、オクラホマ州立大学へと移り、25歳で卒業。しかし、MLBドラフトにはかからなかった。

### ノーザンリーグ時代
2005年から2007年にかけては独立リーグであるノーザンリーグのエドモントン・クラッカー・キャッツでプレー。その間もMLB数球団の入団テストを受けるが、いずれも不合格に終わる。

### ブルージェイズ時代
2007年10月20日にトロント・ブルージェイズの入団テストに合格し、マイナー契約を結んだ。
2008年7月30日のタンパベイ・レイズ戦でメジャーデビュー。同年8月の北京五輪カナダ代表にも選ばれていたが、直前にメジャー昇格を果たしたため、五輪メンバーからは外れた。この年は全て先発で5試合に登板し、最終登板となった9月26日のボルチモア・オリオールズ戦でメジャー初勝利を挙げた。
2009年3月に開催された第2回WBCのカナダ代表に選出された。同大会ではカナダ代表は2連敗で1次ラウンド敗退に終わり、リッチモンドの登板機会は無かった。
シーズンではダスティン・マゴワン、ショーン・マーカムらの故障により開幕から先発ローテーションに抜擢される。4月に3勝0敗、防御率2.70の成績でア・リーグのルーキー・オブ・ザ・マンスを受賞した。その後は打ち込まれることが増え、一時はリリーフに降格した。7月4日には右肩の炎症で故障者リスト入りしたが、同月末に復帰した。復帰後も一発病に苦しみ、長らく勝ち星から見放されたが、9月24日のオリオールズ戦で3ヵ月ぶりの勝利を挙げた。最終的にチーム3位の8勝をマークしたが、防御率は5.52に終わった。
2010年は肩の故障のためメジャーでの登板はなく、アドバンスドA級ダニーデンとAA級ニューハンプシャー、AAA級ラスベガスでの計9試合の登板に終わる。
2011年は7月23日にロースターから外れた。オフの9月16日に第39回IBAFワールドカップとグアダラハラパンアメリカン競技大会の野球カナダ代表に選出された。W杯では銅メダル、パンアメリカン競技大会では金メダルを獲得している。
2012年9月11日に第3回WBC予選のカナダ代表に選出された。ただ、この大会で登板することは無かった。10月4日にFAとなった。

### レンジャーズ傘下時代
2012年12月17日、韓国プロ野球ロッテ・ジャイアンツと契約した。2013年1月11日にWBC本大会の暫定メンバーが発表され、その中の一人だった。だが、ロッテジャイアンツの2月の海外キャンプ中に膝の故障で離脱。WBCカナダ代表からも外れた。3月20日に一度も実戦登板のないまま解雇された。5月15日にテキサス・レンジャーズとマイナー契約を結んだ。同年はレンジャーズ傘下AAA級マイナーチームのみで、メジャーリーグでの登板はなかった。11月5日にFAとなった。
2014年2月19日にレンジャーズとマイナー契約で再契約した。

### ウィングナッツ時代
2015年は独立リーグであるアメリカンアソシエーションのウィチタ・ウィングナッツと契約。6月30日には代替選手としてジャスビール・ラッカーと共に2015年パンアメリカン競技大会の男子野球カナダ代表に選出された。チームは2大会連続2度目の優勝を果たし、金メダルを獲得した。オフの10月20日に第1回WBSCプレミア12のカナダ代表に選出された。

### 台湾球界時代
2016年2月4日に中華職業棒球大聯盟（台湾）・義大ライノズと契約し9勝をあげた。
2017年より義大ライノズは富邦ガーディアンズになったものの、引き続き所属することになった。開幕前の2月8日に第4回WBCのカナダ代表に選出され、3大会連続３度目の選出を果たした。この年限りで富邦を退団。

### 富邦退団後
2018年はイタリアンベースボールリーグのネットゥーノ・ベースボールクラブと契約。
2019年3月18日に独立リーグ・カナディアン・アメリカン・リーグのケベック・キャピタルズと契約。8月30日に独立リーグ・アトランティックリーグのロングアイランド・ダックスに移籍した。

## 選手としての特徴
スライダー、カーブ、チェンジアップを駆使して好調時は三振の山を築くが、球威がある方ではないため、長打を浴びやすい。2009年の被弾数はチーム最多の27本であり、左打者に17本塁打を被弾している。また、ア・リーグの100イニング以上投げた投手では被長打率(.495)が5番目に悪かった。
対右打者と比べて対左打者での被打率、被本塁打数が極端に悪化しており、対左打者の克服が課題とされている。キャリア通算では対右打者が被打率.214、被OPS.621と優秀なのに対し、対左打者では被打率.313、被OPS.967と大きく成績を落としている。

## 人物
既婚者で3人の娘がいる。
父親はニュージーランド生まれ、ニュージーランド育ちでリッチモンドもカナダとニュージーランドの二重国籍である。

## 詳細情報

### 年度別投手成績
| 年 度     | 球 団     | 登 板 | 先 発 | 完 投 | 完 封 | 無 四 球 | 勝 利 | 敗 戦 | セ 丨 ブ | ホ 丨 ル ド | 勝 率 | 打 者 | 投 球 回 | 被 安 打 | 被 本 塁 打 | 与 四 球 | 敬 遠 | 与 死 球 | 奪 三 振 | 暴 投 | ボ 丨 ク | 失 点 | 自 責 点 | 防 御 率 | W H I P |
| --------- | --------- | ----- | ----- | ----- | ----- | -------- | ----- | ----- | -------- | ----------- | ----- | ----- | -------- | -------- | ----------- | -------- | ----- | -------- | -------- | ----- | -------- | ----- | -------- | -------- | ------- |
| 2008      | TOR       | 5     | 5     | 1     | 1     | 0        | 1     | 3     | 0        | 0           | .250  | 113   | 27.0     | 32       | 2           | 2        | 0     | 2        | 20       | 0     | 0        | 12    | 12       | 4.00     | 1.26    |
| 2009      | TOR       | 27    | 24    | 1     | 0     | 0        | 8     | 11    | 0        | 0           | .421  | 610   | 138.2    | 147      | 27          | 59       | 1     | 0        | 117      | 5     | 1        | 90    | 85       | 5.52     | 1.49    |
| 2011      | TOR       | 1     | 0     | 0     | 0     | 0        | 0     | 0     | 0        | 0           | ----  | 1     | 0.1      | 0        | 0           | 0        | 0     | 0        | 0        | 0     | 0        | 0     | 0        | 0.00     | 0.00    |
| 2012      | TOR       | 3     | 0     | 0     | 0     | 0        | 0     | 0     | 0        | 0           | ----  | 15    | 3.0      | 5        | 1           | 0        | 0     | 0        | 2        | 1     | 0        | 2     | 2        | 6.00     | 1.67    |
| 2016      | 義大      | 29    | 27    | 0     | 0     | 0        | 9     | 9     | 0        | 0           | .500  | 672   | 152.2    | 157      | 17          | 61       | 0     | 7        | 117      | 2     | 1        | 96    | 81       | 4.78     | 1.43    |
| MLB：4年  | MLB：4年  | 36    | 29    | 2     | 1     | 0        | 9     | 14    | 0        | 0           | .391  | 749   | 169.0    | 184      | 30          | 61       | 1     | 2        | 139      | 6     | 1        | 104   | 99       | 5.27     | 1.45    |
| CPBL：1年 | CPBL：1年 | 29    | 27    | 0     | 0     | 0        | 9     | 9     | 0        | 0           | .500  | 672   | 152.2    | 157      | 17          | 61       | 0     | 7        | 117      | 2     | 1        | 96    | 81       | 4.78     | 1.43    |

- 2016年度シーズン終了時

### 表彰
- ルーキー・オブ・ザ・マンス受賞：1回（2009年4月）

### 背番号
- 48（2008年 - 2011年）
- 57（2012年）
- 10（2013年）
- 44（2016年 - 2017年）

### 代表歴
- 2009 ワールド・ベースボール・クラシック・カナダ代表
- 2011 IBAFワールドカップ カナダ代表
- 2011年パンアメリカン競技大会野球カナダ代表
- 2015年パンアメリカン競技大会男子野球カナダ代表
- 2015 WBSCプレミア12 カナダ代表
- 2017 ワールド・ベースボール・クラシック・カナダ代表